# Sleeping Dogs
Sleeping Dogs — компьютерная игра в жанре action-adventure в открытом мире. Разработана студией United Front Games и издана Square Enix. Релиз состоялся 14 августа 2012 года для Windows, PlayStation 3 и Xbox 360. События игры происходят в городе Гонконг и затрагивают его криминальную сторону.
Изначально игра разрабатывалась компанией Activision Blizzard под названием «True Crime: Hong Kong» как продолжение серии игр True Crime. Позже Activision Blizzard заморозила её разработку, но материалы были выкуплены компанией Square Enix. Так как права на старое название остались у Activision Blizzard, проект был назван Sleeping Dogs.
В 2014 году вышло переиздание игры для Windows, Mac OS X, PlayStation 4 и Xbox One под названием Definitive Edition. Оно включает в себя все ранее выпущенные 24 DLC, интегрированные в основной сюжет, и отличается улучшенной графикой, изменениями в геймплее и сеттинге, сделанными на основе отзывов игроков.

## Сюжет
Мелкий преступник Вэй Шень арестован в Абердине после неудачной сделки с дилерами. В тюрьме Шень встречает старого друга Джеки Ма, который предлагает познакомить его с членами банды после освобождения. Выясняется, что Шень — полицейский под прикрытием, арест которого был частью полицейской операции под руководством старшего инспектора Томаса Пендрю и инспектора Рэймонда Мака по проникновению в филиал триады Сун-Он-Йи на Водной улице. Шень вступает в банду и получает от её лидера Уинстона Чу различные задания и поручения, направленные против конкурирующего отделения триады, известного под названием «Нефритовая банда», возглавляемого Сэмом «Псином глазе» Лином.
Шень получает задание арестовать Поп-звезду, поставщика наркотиков для триады. После ареста Поп-звезда сотрудники отделения на Водной улице начинают подозревать, что Шень — полицейский, но ему удаётся заговорить зубы Уинстону. Чтобы доказать, что он не коп, ребята с Водной улицы посылают Шеня убить Си Ва, одного из наркоторговцев Псиного глаза, но Шень привозит его живым. Завоевав доверие Уинстона, он разрешает Шеню занять его место, если с ним что-то случится. Ответные нападения на владения друг друга заканчиваются убийством Уинстона и его невесты на свадьбе людьми, выдающими себя за членов конкурирующей триады 18К. Лидер триады Сун-Он-Йи, Дэвид Ва-Линь «Дядюшка По», получает тяжёлое ранение, но его спасает Шень.
В награду Шень получает звание «красный шест» в Сун-Он-Йи и занимает место Уинстона в филиале на Водной улице. Он выслеживает убийцу Уинстона, который рассказывает, что нападение — дело рук Псиного глаза. Шень ловит Псиного глаза, которого позже убивает мать Уинстона. По умирает в больнице.
Став лидером филиала, Шень ввязывается в борьбу за власть над Сун-Он-Йи, выступая на стороне Кривоносой Цзян против другого лидера филиала, Генри «Весельчака» Ли. После похорон По, во время которых на них нападают члены 18К, Ли неохотно соглашается на выборы, которые определят лидера Сун-Он-Йи, обещая месть, если он не победит. Шень отказывается от приказа Пендрю прекратить дело, опасаясь, что Ли возьмёт верх. Ли приказывает совершить нападения на другие отделения Сун-Он-Йи, пытаясь устранить конкурентов и запугать их, чтобы они проголосовали за него, в том числе похитить Джеки и передать его 18К, чтобы избавиться от Шеня.
Незадолго до выборов Шень получает текстовое сообщение от Джеки с предложением встретиться, но тот обнаруживает Джеки повешенным и расчленённым на трубе в переулке. Его вырубают, и он приходит в себя, когда его встречает Лю Шень Тун, страшный убийца из триады, который знает, что Шень — полицейский.
Шеня пытают, но ему удаётся вырваться и убить Туна. После этого он нападает на лагерь Ли и добирается до него самого, который рассказывает Шеню, что Пендрю его продал. Они ссорятся, и Шень убивает Ли, положив конец долгой и жестокой гражданской войне и позволив Цзян стать председателем Сун-Он-Йи.
После гибели многих высокопоставленных членов банды, Шень получает похвалу за свою работу, но Мак сообщает ему, что Пендрю перешёл на работу в Интерпол и теперь находится вне зоны его влияния. Шень получает от Цзян видеозапись, на которой видно, что Пендрю убил Дядюшку По, введя ему в капельницу яд. После утечки видеозаписи Шеню удаётся уличить Пендрю в содеянном и вернуться на работу в полицию. Цзян наблюдает за Шенем издалека и приказывает оставшимся членам Сун-Он-Йи оставить его в покое за его преданность триаде.

## Игровой процесс
Sleeping Dogs представляет собой боевик, с уклоном в боевые искусства и восточную тематику. Основной процесс игры строится на драках, также в середине игры начинаются миссии с оружием. Карта города создавалась на основе реально существующего города Гонконг.
В игре есть возможность приобретать различные умения для главного героя. Существуют очки триады и полиции. Они накапливаются на протяжении миссий. Очки триады накапливаются, когда игрок использует предметы окружения (например, аквариум, который можно разбить головой схваченного противника) и использует разные приёмы против врагов. Очки полиции в миссии тратятся, если бить прохожих или разбивать дорожные ограждения машиной и т. д. После миссии очки подсчитываются, и заполняются две шкалы: полиции и триады. Если шкала заполняется до конца, игрок переходит на следующий уровень триады или полиции.
Также существуют предметы, такие как нефритовые статуэтки (приносятся в школу кунг-фу, чтобы изучить новые приёмы), алтари здоровья (повышают здоровье, всего их 50), сейфы (открыв их, игрок получает деньги, а иногда одежду и оружие; некоторые сейфы защищены кодовым замком) и камеры наблюдения (в начале игры нужно избить находящихся рядом бандитов, взломать камеру и дома с помощью камеры определить поставщика кетамина и дать сигнал на арест). Все предметы раскиданы по всему Гонконгу.
Самая главная вещь — шкала авторитета. Она заполняется с прохождением миссий, взламыванием камер, помощью людям. Некоторые машины и одежду нельзя купить, не достигнув нужного уровня авторитета.

## Локализация
Игра вышла в России и странах СНГ 17 августа 2012 года, одновременно с европейским релизом, в двух изданиях: цифровом и физическом. Локализатором игры выступила компания «Новый Диск», выпустившая игру с русским текстом. 6 февраля 2013 года компанией было объявлено, что все DLC, начиная с Year of the Snake, переведены не будут и что в русской версии игры работать они не будут. В качестве причины было указано то, что издатель Square Enix самолично прекратил поддержку русского языка из технических соображений. Данная новость была раскритикована игроками.
17 сентября 2014 года, компания «Бука» объявила, что она выступит локализатором переиздания игры Definitive Edition, в котором будут включены и интегрированы в основной сюжет все ранее выпущенные 24 дополнения. Так же, как и в оригинальной версии, локализации подверглись только субтитры и интерфейс, озвучка осталась на английском во всех локализациях без исключения.

## Потенциальная экранизация
В 2017 году была анонсирована одноимённая экранизация. Сюжетно фильм рассказывает о полицейском который тайно внедряется в Триаду⁣, чтобы уничтожить её изнутри. Главную роль должен был исполнить актёр Донни Йен. Продюсером картины числился Нил Х. Мориц, ранее принимавший участие в создании таких проектов, как «Форсаж» и «Жестокие игры». Однако с момента анонса никаких других подробностей о фильме вроде режиссёра и даты выхода в прокат больше не сообщалось.
В январе 2025 года стало известно, что экранизация отменена. Об этом сообщил сам Йен. Он также добавил что очень раздосадован случившемся, так как идея экранизации ему очень нравилась и он даже вложил в неё свои собственные средства.
В этом же месяце стало известно, что идею по экранизации игры теперь намерен довести до конца актёр Симу Лю. Актёр был заинтересован в проекте ещё в 2021 году и хотел заполучить в нём главную роль. На данный момент[когда?]

 Лю ведёт активную работу по получения авторских прав, чтобы в дальнейшем приступить к формированию съёмочной группы.

## Отзывы
| Сводный рейтинг       | Сводный рейтинг                                                   |
| Агрегатор             | Оценка                                                            |
| --------------------- | ----------------------------------------------------------------- |
| GameRankings          | PC: 84,07 % PS3: 83,66 % X360: 81,61 % XONE: 76,39 % PS4: 75,82 % |
| Metacritic            | PC: 80/100 PS3: 83/100 X360: 80/100 PS4: 77/100 XONE: 75/100      |
| Иноязычные издания    |                                                                   |
| Издание               | Оценка                                                            |
| CVG                   | 8,4/10                                                            |
| Destructoid           | 9/10                                                              |
| Edge                  | 6/10                                                              |
| Eurogamer             | 7/10                                                              |
| Game Informer         | 7,75/10                                                           |
| GameSpot              | 8/10                                                              |
| GamesRadar+           | [ 27 ]                                                            |
| IGN                   | 8,5/10                                                            |
| Русскоязычные издания |                                                                   |
| Издание               | Оценка                                                            |
| Absolute Games        | 60/100                                                            |
| «Игромания»           | 8/10                                                              |

В номинации «Игра года» (2012) журнала «Игромания» игра заняла пятое место. Авторский коллектив резюмировал, что разработчики «просто взяли и сделали лучшую игру в формате GTA со времён самой GTA, сумев избежать множества очевидных и неочевидных ошибок Rockstar».
Владимир «Nomad» Горячев, главный редактор портала Absolute Games, напротив, раскритиковал игру, назвав заурядными абсолютно все составляющие и выставив ей 60 баллов из 100 возможных.
Летом 2018 года, благодаря уязвимости в защите Steam Web API, стало известно, что точное количество пользователей сервиса Steam, которые играли в игру хотя бы один раз, составляет 1 432 733 человека, а в версию Sleeping Dogs: Definitive Edition — 930 591 человек.